# Isla de Cañas
Isla de Cañas ist ein Dorf im Nordwesten Argentiniens im Departamento Iruya der Provinz Salta. Es befindet sich in der Sierra de Santa Victoria auf einer Höhe von etwa 780 m am Fluss Iruya. Isla de Cañas ist der Verwaltungssitz der gleichnamigen Gemeinde (spanisch municipio) Isla de Cañas.
Es gibt eine Grundschule, eine Sekundarschule und seit August 2012 einen zweisprachigen Lehrkörper.

## Veranstaltungen
Das Patronatsfest San Santiago Apóstol y La Virgen de Fátima findet am 25. Juli statt.